# 얼음도시
《얼음도시》는 KBS 2TV에서 2000년 8월 23일에 방영된 드라마시티이다.

## 등장 인물

### 주요 인물
- 염정아
- 정은표
- 최철호
- 김정균
- 명계남
- 김학철
- 박광정
- 서학
- 최창화
- 정휘석

### 우정출연
- 손현주
- 김나운